# Huaco (San Juan)

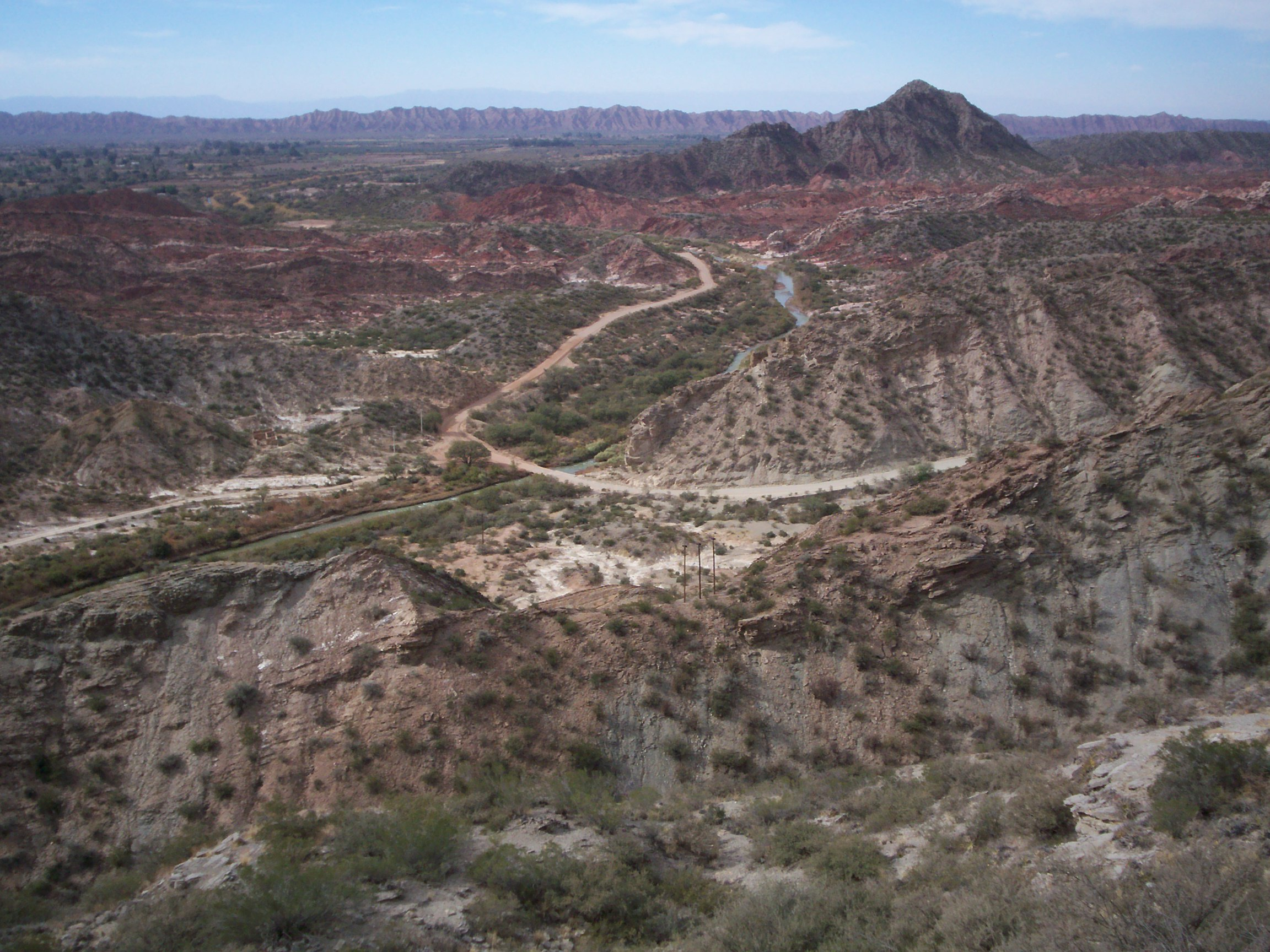
Cuesta de Huaco.

Huaco es una localidad ubicada en el Departamento Jáchal, en el centro norte de la Provincia de San Juan, Argentina, a 190 km de la ciudad de San Juan.
Se encuentra en la intersección de las RN 40 y RN 150, ubicación que la convertiría en una localidad componente del futuro corredor biocéanico, tras la construcción de un túnel en el Paso de Agua Negra en el departamento Iglesia, conectándola con el extremo noreste de la provincia, el centro del país y los Puertos de Coquimbo en Chile y Porto Alegre en Brasil.
Huaco es conocida popularmente por ser inspiración en muchas de las obras del cantautor Eusebio Jesús Dojorti, quien fue el personaje más relevante nacido en la localidad.

## Geografía

### Población
Cuenta con 975 habitantes (Indec, 2001), lo que representa un descenso del 10,22 % frente a los 1,086 habitantes (Indec, 1991) del censo anterior.

### Sismicidad
La sismicidad del área de Cuyo (centro oeste de Argentina) es frecuente y de intensidad baja, y un silencio sísmico de terremotos medios a graves cada 20 años en distintas áreas aleatorias.
Terremoto de Caucete 1977el 23 de noviembre de 1977, la región fue asolada por un terremoto y que dejó como saldo lamentable algunas víctimas, y un porcentaje importante de daños materiales en edificaciones.
Sismo de 1861aunque dicha actividad geológica catastrófica, ocurre desde épocas prehistóricas, el terremoto del 20 de marzo de 1861 señaló un hito importante dentro de la historia de eventos sísmicos argentinos ya que fue el más fuerte registrado y documentado en el país. A partir del mismo la política de los sucesivos gobiernos mendocinos y municipales han ido extremando cuidados y restringiendo los códigos de construcción. Y con el terremoto de San Juan de 1944 del 15 de enero de 1944 (81 años) el gobierno sanjuanino tomó estado de la enorme gravedad sísmica de la región.
El Día de la Defensa Civil fue asignado por un decreto recordando el sismo que destruyó la ciudad de Caucete el 23 de noviembre de 1977, con más de 40.000 víctimas sin hogar. No quedaron registros de fallas en tierra, y lo más notable efecto del terremoto fue la extensa área de licuefacción (posiblemente miles de kilómetros cuadrados).

El efecto más dramático de la licuefacción se observó en la ciudad, a 70 km del epicentro: se vieron grandes cantidades de arena en las fisuras de hasta 1 m de ancho y más de 2 m de profundidad. En algunas de las casas sobre esas fisuras, el terreno quedó cubierto de más de 1 dm de arena.

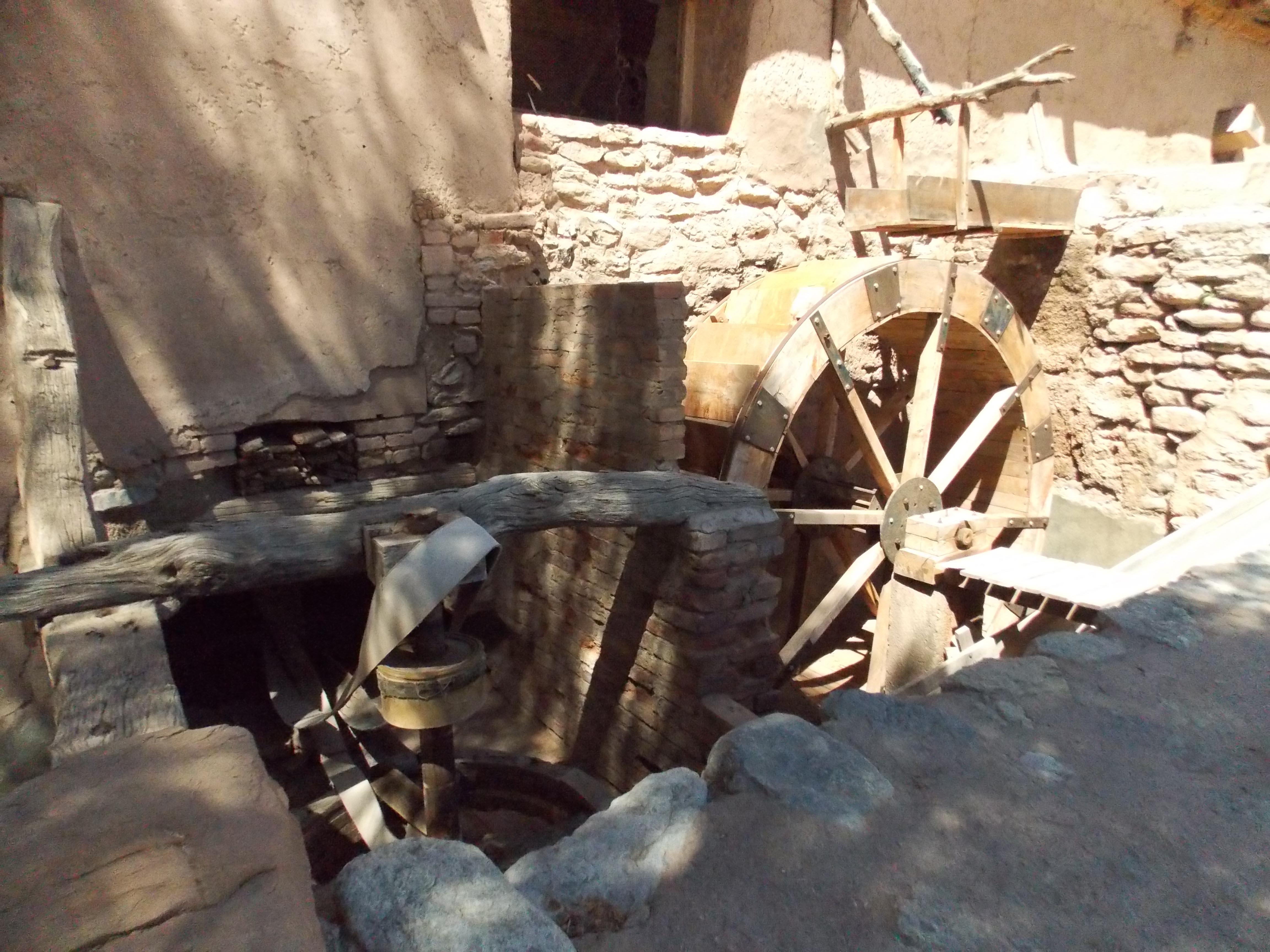
Molino harinero Dojortí, que funciona como museo para el turismo.

## Economía

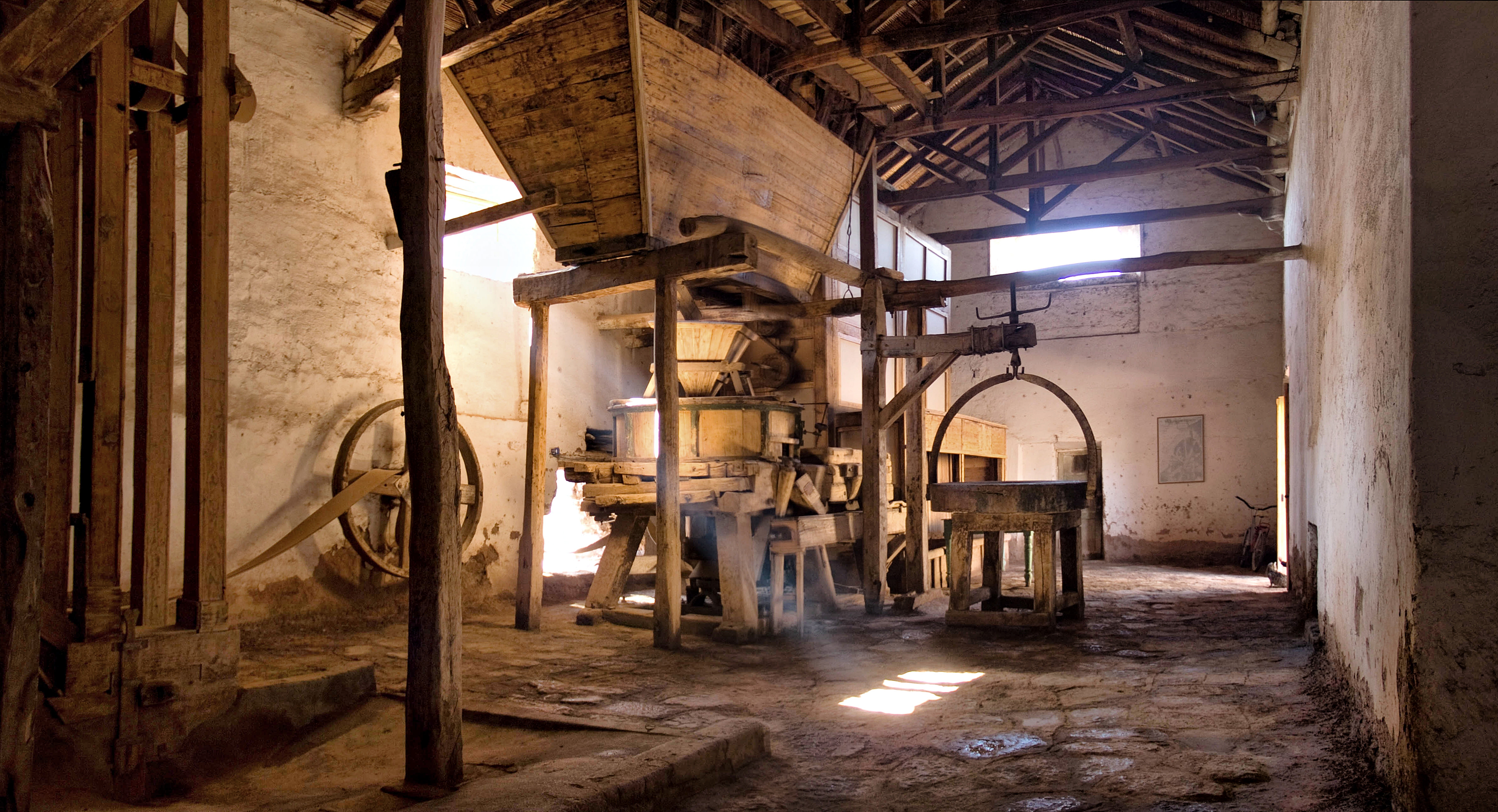
Interior del molino.

La economía de Huaco está centrada en la agricultura, con la producción de alfalfa y olivos. Sin embargo en los últimos tiempos se destacó un importante desarrollo en la minería, con el proyecto Gualcamayo, de donde se extrae principalmente oro.

## Turismo
En Huaco el turismo está escasamente desarrollado, sin embargo es visitado, principalmente, por turistas con el objetivo de conocer parte de la Ruta de los Molinos del Siglo XIX, ya que acá se ubica el viejo molino harinero que perteneció a la familia Dojortí. El tiempo y la historia parecen haberse detenido para que el visitante logre espiar, casi sin querer, cómo era la vida en el San Juan colonial, con sus casonas de adobe y la vegetación despareja que reúne algarrobos autóctonos con casuarinas y eucaliptos. También se destacan otros atractivos, como la Cuesta de Huaco acompañado de un recorrido que ofrece una vista de geoformas extrañas y el centenario algarrobo, donde descansó el caudillo Chacho Peñaloza, tras sus exilios en Chile